# Al-Hadid
Al-Ḥadīd “O Ferro” (do árabe: سورة الحديد) é a quinquagésima sétima sura do Alcorão e tem 29 ayats. Esta é a única sura a ter o nome de um elemento químico.

## Elementos químicos no Alcorão
A palavra ferro (Hadid) ocorre seis vezes no Alcorão. A sexta vez, e a única nesta sura, é no ayat 26. Este ayat diz: "...E criamos o ferro, que encerra grande poder, além de outros benefícios para os humanos...". Os outros elementos químicos mencionados no Alcorão são o ouro e a prata (por exemplo, em Al Imran, ayat 14 e At-Tawba, ayat 34), o cobre (Ar-Rahman, ayat 35) e o cobre em forma de latão ou bronze (Saba, ayat 12).